# Belisari Acquaviva
Belisari Acquaviva   (Itàlia, 1464 (Gregorià) - Nàpols, 24 de juliol de 1528 (Gregorià)) fou un soldat, literat i antiquari italià.
Amic del Gran Capitán (Gonzalo de Córdoba); funda l'Acadèmia del Lauro, a la ciutat de Nardò, i va escriure diverses obres en llatí, molt estimades per la puresa d'estil i per la ciència política que d'elles se'n desprèn.
Es titulen:
- De Venatione et Aucupio
- De re militari
- Paraphrasis in Aeconomia Aristótelis
- De instituendis liberis principium, etc.